# Tour Saint-Antoine
La tour Saint-Antoine est une tour du XVIe siècle construite dans la ville française de Loches, dans le département d'Indre-et-Loire.
Clocher d'une chapelle disparue, elle sert de beffroi à la ville après la Révolution française. La tour fait partie de la liste des monuments historiques protégés en 1840.

## Localisation
La tour borde la rue Saint-Antoine ; elle est construite en limite de la ville médiévale de Loches, près de sa pointe septentrionale.

## Historique

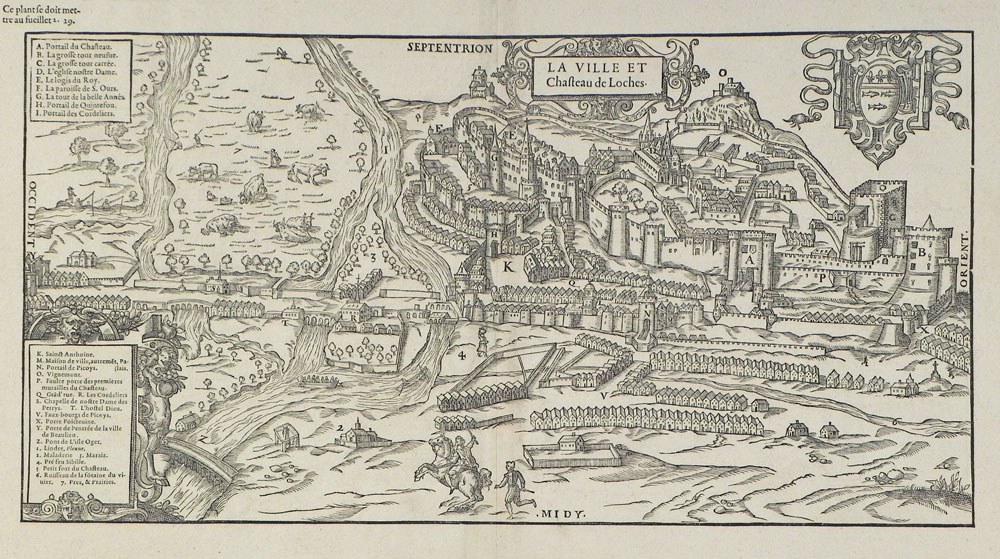
La tour sur la carte de Belleforest (1575) près du repère « Q ».

La construction de la tour, débutée en 1529,, s'achève probablement dans le troisième quart du XVIe siècle. Elle sert alors de clocher à une chapelle contiguë. Elle apparaît sur une vue cavalière de Loches en 1575.
Elle revient à la ville en tant que bien national à la Révolution française. Elle sert alors de beffroi. Atteinte par la foudre dans les années 1820, il est décidé, pour ne pas la soumettre à des contraintes trop fortes, de ne plus faire sonner ses cloches à partir de 1826. La tour Saint-Antoine est classée comme monument historique par la liste de 1840. La reprise complète de la partie supérieure de la tour, en mauvais état, est lancée en 1890.

## Architecture

Armes d'Honorat II de Savoie.

La tour, construite sur un plan quadrangulaire et haute de 52 m, est soutenue à chacun de ses angles par un contrefort oblique. Si les étages inférieurs sont aveugles, l'avant-dernier étage est percé sur chaque face de deux baies géminées en plein cintre. Le dernier étage, de plan octogonal, est coiffé par un dôme comportant quatre lucarnes, lui-même surmonté d'un lanternon. Cette disposition rappelle le couronnement des tours de la cathédrale Saint-Gatien de Tours, achevées en 1547.
Les deux derniers étages sont pourvus d'une balustrade de pierre ouvragée et décorée de monogrammes et de figures héraldiques ; parmi elles figurent les armes d'Honorat II de Savoie, gouverneur de Loches jusqu'à sa mort en 1580 et qui fait sans doute achever la construction de ce monument.

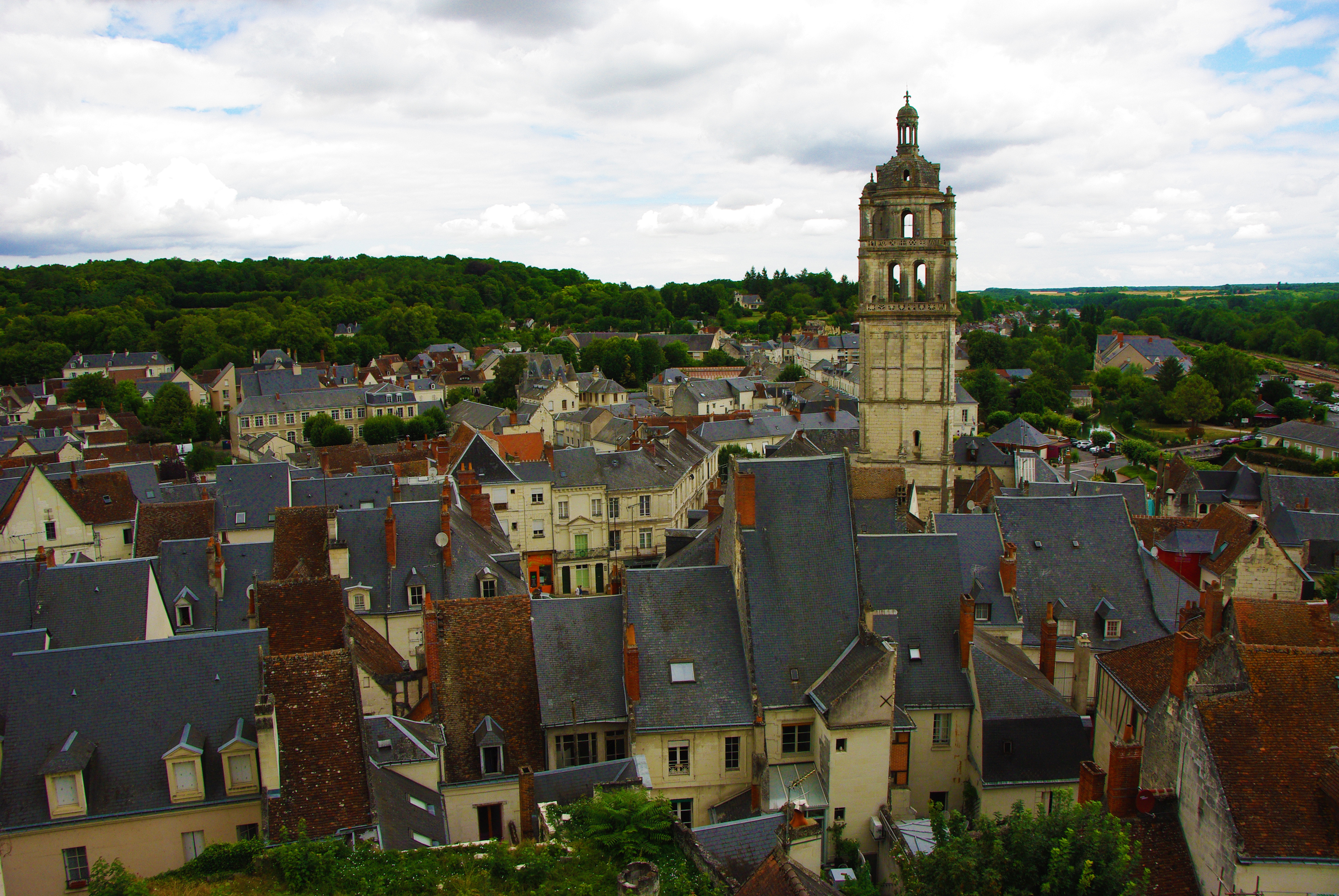
La tour et la ville de Loches.
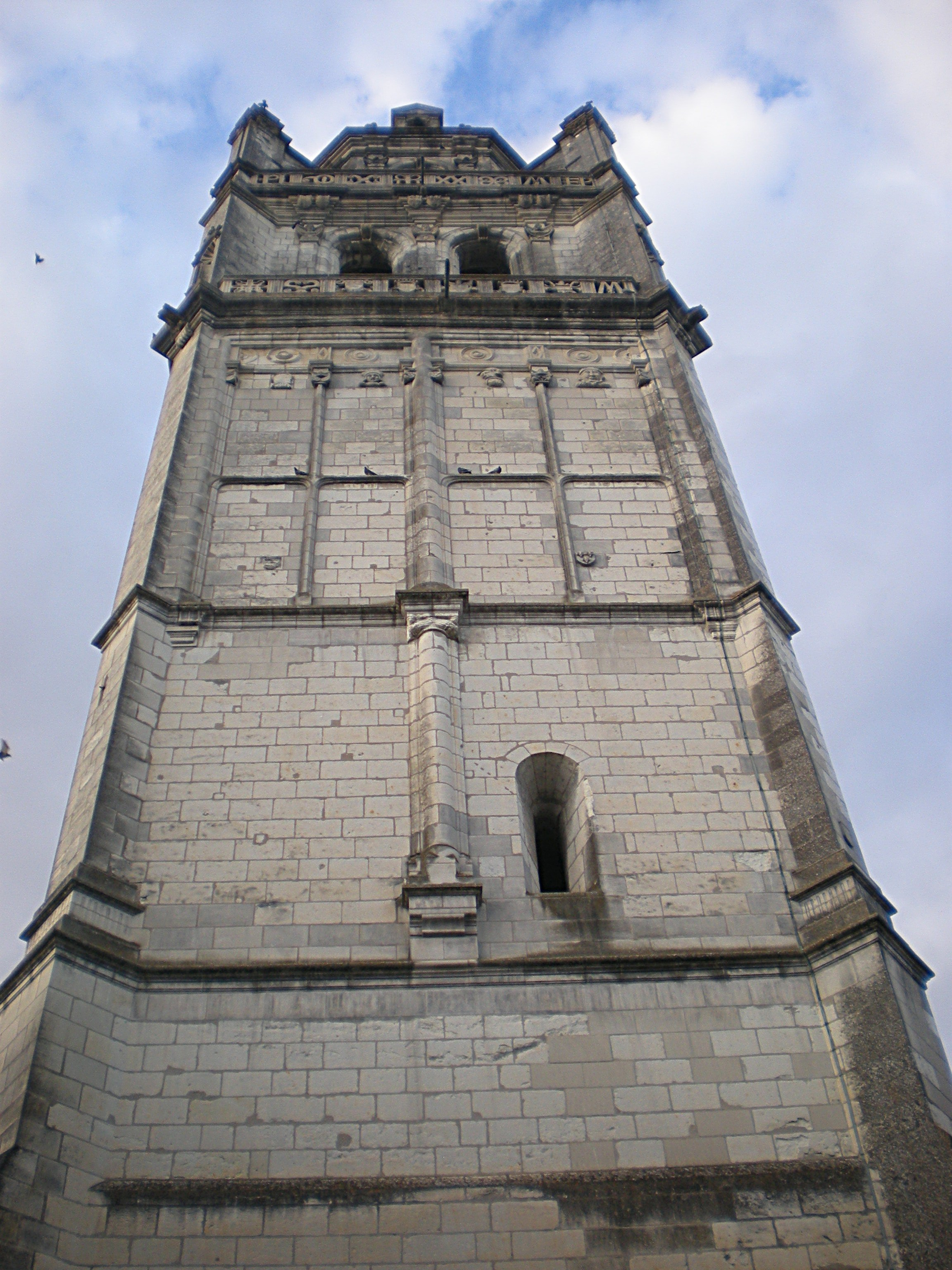
Les étages inférieurs.
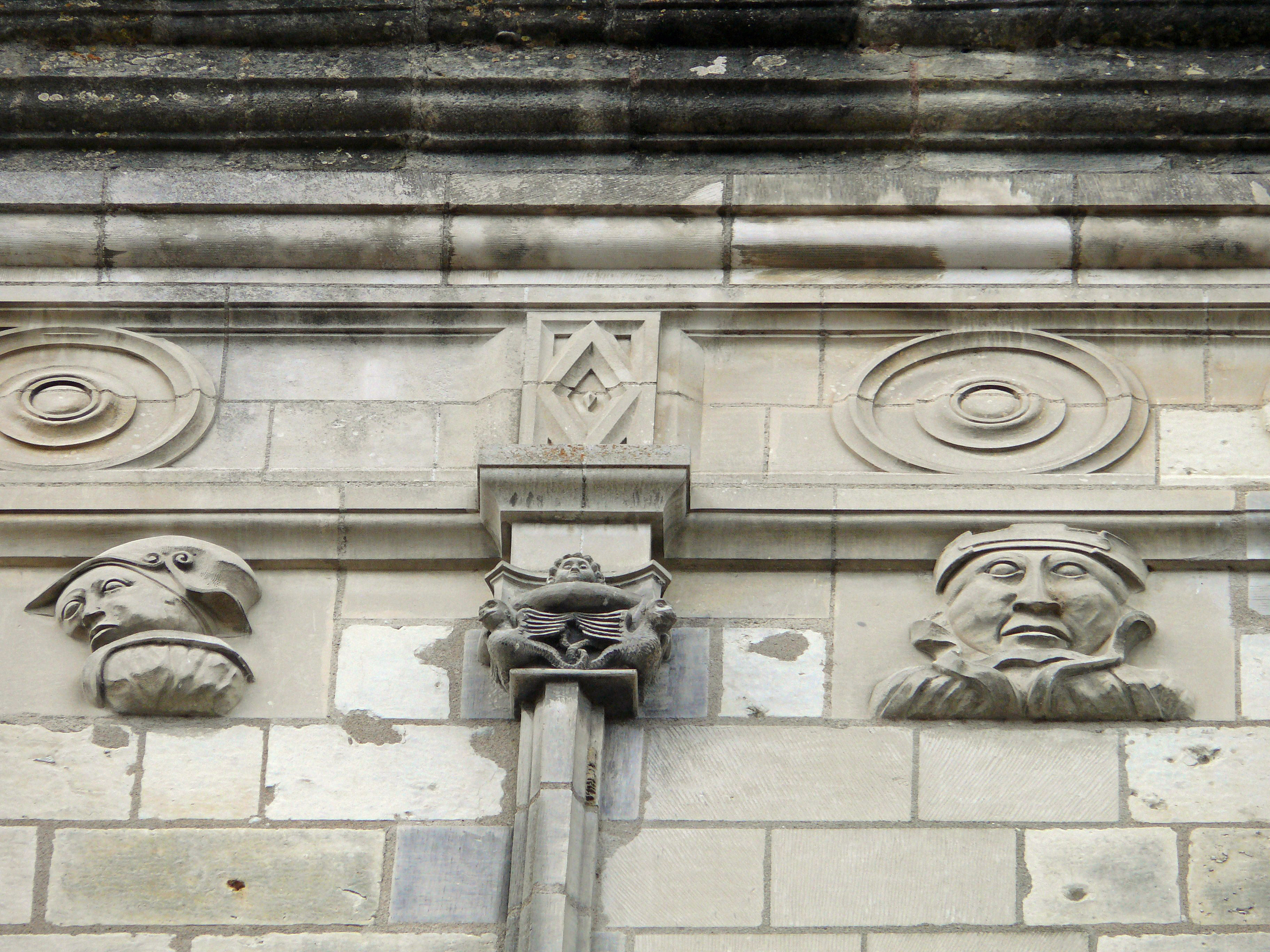
Les modillons.
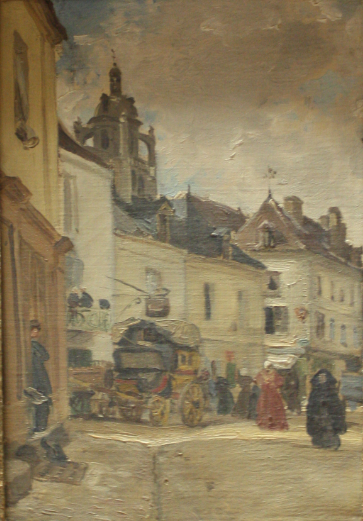
La tour (tableau d'Edme-Émile Laborne).